# Cheng Yujie
Cheng Yujie (en chino: 程玉洁; Jingdezhen, 22 de septiembre de 2005) es una deportista china que compite en natación, especialista en el estilo libre.
Participó en dos Juegos Olímpicos de Verano, obteniendo una medalla de bronce en París 2024, en la prueba de 4 × 100 m libre, y el séptimo lugar en Tokio 2020, en la misma prueba.
Ganó cuatro medallas en el Campeonato Mundial de Natación, en los años 2023 y 2025, y dos medallas de bronce en el Campeonato Mundial de Natación en Piscina Corta de 2021.

## Palmarés internacional
| Juegos Olímpicos                    | Juegos Olímpicos    | Juegos Olímpicos  | Juegos Olímpicos        |
| Año                                 | Lugar               | Medalla           | Prueba                  |
| ----------------------------------- | ------------------- | ----------------- | ----------------------- |
| 2024                                | París (Francia)     | Medalla de bronce | 4 × 100 m libre         |
| Campeonato Mundial                  |                     |                   |                         |
| Año                                 | Lugar               | Medalla           | Prueba                  |
| 2023                                | Fukuoka (Japón)     | Medalla de oro    | 4 × 100 m estilos mixto |
| 2023                                | Fukuoka (Japón)     | Medalla de bronce | 4 × 100 m libre         |
| 2025                                | Singapur (Singapur) | Medalla de bronce | 50 m libre              |
| 2025                                | Singapur (Singapur) | Medalla de bronce | 4 × 100 m estilos       |
| Campeonato Mundial en Piscina Corta |                     |                   |                         |
| Año                                 | Lugar               | Medalla           | Prueba                  |
| 2021                                | Abu Dabi (EAU)      | Medalla de bronce | 4 × 200 m libre         |
| 2021                                | Abu Dabi (EAU)      | Medalla de bronce | 4 × 100 m estilos       |